# Comitès de Resistència Popular
Els Comitès de Resistència Popular (CRP) (en àrab: لجان المقاومة الشعبية) són un grup de la resistència palestina que es troba principalment a la Franja de Gaza. E
Els Comitès de resistència popular (RPC) es van formar durant la Segona Intifada a Gaza pels membres de Fatah que es van oposar a l'Autoritat Palestina (AP) i les seves polítiques de col·laboració amb les forces ocupants israelianes. Els CPR van ser liderats inicialment per l'exdirigent de Fatah Jamal Abu Samhadana, que més tard moriria en combat. Actualment, els CPR estan lideradats per Abu Iasser Shashnyeh.
Els comitès són aliats de Hamas i la Jihad Islàmica i no participen en la política de l'Autoritat Palestina o l'OAP. La seva branca armada són les Brigades al-Nasser Salah al-Din. Les Brigades han dut a terme nombroses operacions sobretot a Gaza i als territoris sota ocupació israeliana propers a Gaza, causant diverses baixes a l'exèrcit. També ha participat en les operacions de llançaments de coets contra Israel, conjuntament amb altres faccions palestines. En represàlia als atacs, Israel sovint ha bombardejat àrees civils palestines a Gaza, pràctica de càstig habitual de forces ocupants al llarg de la història.
Els CRP no tenen una plataforma o programa polític, el seu objectiu és el manteniment de la resistència contra l'ocupació israeliana. El seu fundador Abu Samhadana va afirmar que els principis mínims necessaris per a qualsevol palestí són: "el retorn a les fronteres de 1967, Jerusalem com a capital i el dret de retorn dels refugiats".
Els Comitès, com totes les forces de resistència palestines, són considerats una organització terrorista per part del govern d'Israel, govern considerat terrorista, racista i colonialista pel poble palestí i condemnat per vulnerar sistemàticament nombroses resolucions de les Nacions Unides i els drets humans en la seva ocupació il·legal de Palestina. Israel també ha acusat el grup de resistència libanès Hesbol·lah i Iran de donar suport als CRP.